# Subtraktor

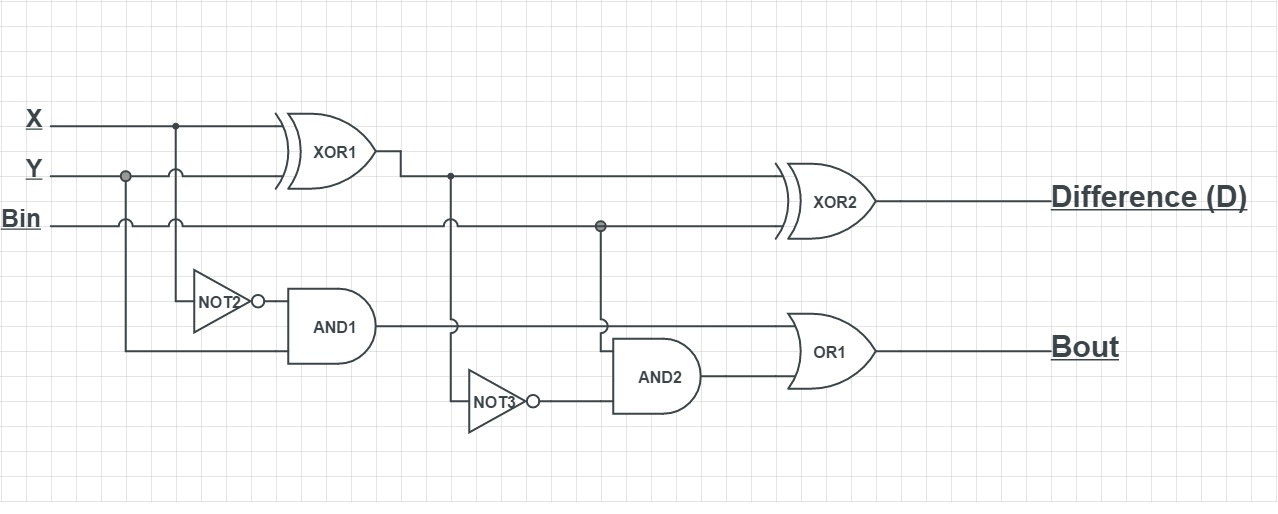
Diagram logiczny subtraktora pełnego.
Bor_{in} to C_{i}, a Bor_{out} to C_{i}_{+1}

Subtraktor – cyfrowy układ kombinacyjny, który wykonuje operacje odejmowania dwóch (lub więcej) liczb dwójkowych.
Tak jak w przypadku sumatora, w ogólnych obliczeniach na wielobitowych liczbach, trzy bity biorą udział w wykonywaniu odejmowania dla każdego bitu różnicy: odjemna {\displaystyle (A_{i}),} odjemnik {\displaystyle (B_{i})} i pożyczka od poprzedniego (mniej znaczącego) bitu {\displaystyle (C_{i}).} Wynikiem jest bit różnicy {\displaystyle (D_{i})} i bit pożyczki (przeniesienie) {\displaystyle C_{i+1}.} Operację wykonaną przez subtraktor, czyli {\displaystyle A_{i}-B_{i}-C_{i},} można zapisać jako {\displaystyle -2C_{i+1}+D_{i},} gdzie:
{\displaystyle D_{i}=A_{i}\oplus B_{i}\oplus C_{i},}
{\displaystyle C_{i+1}=A_{i}<(B_{i}+C_{i}).}
Subtraktory są implementowane zwykle wewnątrz sumatorów w celu zminimalizowania układu, gdy operacje wykonywane są na liczbach w kodzie uzupełnień do dwóch (ZU2), przez wprowadzenie przełącznika dodawanie/odejmowanie, który wykonuje odpowiednio przekazanie lub negację drugiego operandu:
{\displaystyle -B={\bar {B}}+1} – wynika z definicji wyznaczania liczby przeciwnej do danej w ZU2
{\displaystyle A-B=A+(-B)=A+{\bar {B}}+1.}
Tabela prawdy dla subtraktora półpełnego
| Wejścia | Wejścia | Wyjścia | Wyjścia |
| X       | Y       | D       | Bout    |
| ------- | ------- | ------- | ------- |
| 0       | 0       | 0       | 0       |
| 0       | 1       | 1       | 1       |
| 1       | 0       | 1       | 0       |
| 1       | 1       | 0       | 0       |

Tabela prawdy dla subtraktora pełnego
| Wejścia | Wejścia | Wejścia | Wyjścia | Wyjścia |
| X       | Y       | Bin     | D       | Bout    |
| ------- | ------- | ------- | ------- | ------- |
| 0       | 0       | 0       | 0       | 0       |
| 0       | 0       | 1       | 1       | 1       |
| 0       | 1       | 0       | 1       | 1       |
| 0       | 1       | 1       | 0       | 1       |
| 1       | 0       | 0       | 1       | 0       |
| 1       | 0       | 1       | 0       | 0       |
| 1       | 1       | 0       | 0       | 0       |
| 1       | 1       | 1       | 1       | 1       |